# GSC5982-1998
GSC5982-1998 — хімічно пекулярна зоря спектрального класу Si, що має видиму зоряну величину в смузі V приблизно 10,3.